# آرثر فون فارتبورغ
آرثر فون فارتبورغ هو لاعب كرة قدم سويسري في مركز الوسط، ولد في 25 ديسمبر 1952 في بازل في سويسرا. لعب مع نادي بازل.

## وصلات خارجية
- آرثر فون فارتبورغ على موقع قاعدة بيانات كرة القدم.إي يو (الإنجليزية)
- آرثر فون فارتبورغ على موقع بيانات كرة القدم. دي إي (الألمانية)
- آرثر فون فارتبورغ على موقع ناشيونال فوتبول تيمز (الإنجليزية)
- آرثر فون فارتبورغ على موقع عالم كرة القدم.نت (الإنجليزية)